# Scolopembolus
Scolopembolus littoralis és una espècie d'aranya araneomorfa de la subfamilia dels erigonins, dins de la família Linyphiidae. És l'únic membre del gènere monotípic Scolopembolus.
Fou descrit per primera vegada per S. C. Bishop i C. R. Crosby l'any 1938,
Es pot trobar als Estats Units.
És un sinònim del gènere  Araeoncus littoralis Emerton, 1913